# Poa jemtlandica
Poa jemtlandica är en gräsart som först beskrevs av Sigfrid Oskar Immanuel Almquist, och fick sitt nu gällande namn av Karl Carl Richter. Poa jemtlandica ingår i släktet gröen, och familjen gräs. Inga underarter finns listade i Catalogue of Life.